# 11月2日
11月2日是阳历一年中的第306天（闰年第307天），离全年的结束还有59天。

## 大事記

### 19世紀以前
- 308年：刘渊称帝，為漢（前趙）太祖。
- 619年：西突厥可汗泥厥处罗可汗被唐高祖交给东突厥使臣后，被杀。
- 1795年：在法国大革命期间，督政府根据新宪法代替7日前解散的国民公会成为法国最高政权的政府。

### 19世紀
- 1841年：第二次英国-阿富汗战争爆发。
- 1843年：根据《南京条约》，厦门开埠。
- 1861年：清朝慈安太后、慈禧太后、恭親王奕訢等人在發動宮廷政變後，下令逮捕肅順等顧命八大臣。
- 1889年：达科他地区成为美国领土，被分成北达科他州和南达科他州，是为美国第39和40个州分。
- 1898年：首个竞技啦啦队在明尼苏达大学出现。

### 20世紀
- 1914年：第一次世界大战：俄国正式对土耳其宣战。
- 1917年：美日订立藍辛-石井協定。
- 1917年：英國外交及國協事務大臣阿瑟·貝爾福發表《貝爾福宣言》，支持在巴勒斯坦建立猶太家園。
- 1920年：共和党人哈定当选为美国总统。
- 1930年：塞拉西加冕为埃塞俄比亚皇帝。
- 1932年：澳大利亞國防軍針對在西澳洲廣泛破壞農作物的特有鳥類鴯鶓進行大規模剿滅行動。
- 1936年：英国广播公司电视服务在伦敦开播，成为世界上第一个规范、高分辨率的电视台。
- 1936年：加拿大广播公司成立。
- 1937年：中国抗日战争：忻口战役结束，忻口失守。
- 1943年：第二次世界大戰：美國海軍特遣部隊在奧古斯塔皇后灣海戰中擊退了大日本帝國海軍編隊，從而保護了在托羅基納海角的登陸。
- 1947年：航空工程师霍华德·休斯于加利福尼亚州试飞休斯H-4大力神，当时世上最大的固定翼飞机。
- 1948年：国共内战：辽沈战役结束。辽沈战役历时52天，中國人民解放軍击败中华民国国军，占领东北全境。
- 1948年：杜鲁门成功连任美国总统。
- 1949年：中国民航成立。
- 1956年：蘇聯出兵匈牙利鎮壓匈牙利十月事件，結果幾百個匈牙利愛國分子死亡，另外有幾千人流亡國外。
- 1957年：毛泽东率领中国代表团前往莫斯科参加十月革命40周年的庆祝典礼。
- 1963年：在楊文明等軍官發動軍事政變後，越南共和國總統吳廷琰與胞弟吳廷瑈遭到槍殺身亡。
- 1967年：蘇聯慶祝十月革命五十周年，莫斯科紅場舉行閱兵儀式，展出多款武器。
- 1971年：中国与秘鲁建交。
- 1983年：美国设立马丁·路德·金纪念日。
- 1986年：伊朗门事件开始被媒体披露。
- 1988年：由大学生罗伯特·泰潘·莫里斯透过互联网广泛发送的分布式电脑蠕虫莫里斯蠕虫被主流媒体显著报道。
- 1992年：空中巴士A330進行首飛。
- 1993年：《邓小平文选》（第三卷）出版发行。
- 1998年：中国与汤加王国建交。
- 1998年：《聯合國氣候變化綱要公約》第4屆締約方會議召開。
- 1999年：香港特別行政區政府與迪士尼公司達成協議，落實在竹篙灣興建香港迪士尼樂園，2005年9月落成啟用。
- 2000年：第一批常駐太空人搭乘執行遠征1任務的俄羅斯聯盟TM-31而登上國際太空站。

### 21世紀
- 2003年：博鳌亚洲论坛在中国海南博鳌举行，来自30多个国家和地区的1200多名代表参加了会议。
- 2005年：興農牛在中華職棒16年總冠軍賽擊敗誠泰Cobras，獲得年度總冠軍。
- 2008年：統一7-ELEVEn獅在中華職棒19年總冠軍賽擊敗兄弟象，獲得年度總冠軍。
- 2015年：首架中国自主研制的大型客机C919在上海總裝完畢。
- 2016年：芝加哥小熊隊在2016年世界大賽第七戰中以8:7的比數擊敗克里夫蘭印地安人隊，取得睽違108年的世界冠軍，終結美國職棒大聯盟史上最長的冠軍魔咒。
- 2021年：由於提格雷人民解放陣線攻占衣索比亞首都阿迪斯阿貝巴附近城市，衣索比亞宣布全國進入緊急狀態。

## 出生
- 1082年：宋徽宗赵佶，北宋皇帝（1135年逝世）
- 1154年：科斯坦察，神聖羅馬帝國皇后、西西里女王（1198年逝世）
- 1271年：宋恭帝赵显，南宋皇帝（1323年逝世）
- 1636年：爱德华·科尔斯顿，英國商人、奴隸販子、慈善家、保守黨議員（1721年逝世）
- 1699年：让·夏爾丹，法國画家（1779年逝世）
- 1709年：安妮長公主，大不列顛王國公主、荷蘭亲王妃（1759年逝世）
- 1734年：丹尼爾·布恩，美國拓荒家、探險家、政治人物（1820年逝世）
- 1739年：卡爾·馮·迪特斯多夫，奥地利作曲家（1799年逝世）
- 1755年：瑪麗·安托瓦內特，法國、那瓦爾皇后，法王路易十六之妻（1793年逝世）
- 1766年：约瑟夫·拉德茨基·冯·拉德茨，波希米亞貴族、奧地利軍事將領（1858年逝世）
- 1795年：詹姆斯·諾克斯·波爾克，美國政治人物，第11任美國總統（1849年逝世）
- 1815年：乔治·布爾，英國数學家、哲學家（1864年逝世）
- 1844年：穆罕默德五世，鄂圖曼帝國蘇丹，伊斯蘭哈里發（1918年逝世）
- 1865年：沃伦·加梅利尔·哈定，美國政治人物，第29任美國總統（1923年逝世）
- 1885年：哈罗·沙普利，美國天文學家（1972年逝世）
- 1891年：赫爾穆特·魏德林，納粹德國陸軍將領（1955年逝世）
- 1902年：瑪法爾達，義大利王國公主（1944年逝世）
- 1902年：胡風，中國詩人（1985年逝世）
- 1906年：，義大利電影導演（1976年逝世）
- 1906年：本特·埃德倫，瑞典天文學家（1993年逝世）
- 1907年：陳進，台灣畫家（1998年逝世）
- 1910年：陸森寶，臺灣原住民音樂家（1988年逝世）
- 1910年：费孝通，中國社会學家、人类學家（2005年逝世）
- 1911年：奥德修斯·埃里蒂斯，希腊詩人（1996年逝世）
- 1913年：伯特·蘭卡斯特，美國演員（1994年逝世）
- 1925年：張友尚，中國生物化學家（2022年逝世）
- 1927年：史蒂夫·迪特科，美國漫畫藝術家、作家（2018年逝世）
- 1927年：尤里·特魯特涅夫，俄羅斯理論物理學家、核工程專家（2021年逝世）
- 1929年：穆罕默德·拉菲克·塔拉爾，巴基斯坦政治人物，第9任巴基斯坦總統（2022年逝世）
- 1931年：唐納德·沃爾許，美國海洋學家、探險家（2023年逝世）
- 1932年：梅爾文·施瓦茨，美國物理學家，1988年諾貝爾物理學獎得主（2006年逝世）
- 1938年：索菲婭，西班牙王后、希臘和丹麥公主
- 1946年：朱塞佩·西諾波利，意大利指揮家、作曲家（2001年逝世）
- 1952年：拉里·芬克，美國億萬富商，貝萊德共同創辦人兼執行長
- 1960年：巴桑·張希恩，泰國男演員、歌手（2021年逝世）
- 1960年：穆罕默德-禮薩·扎赫迪，伊朗伊斯蘭革命衛隊高級軍官（2024年逝世）
- 1962年：梅迪娜·狄克逊，美國女子籃球運動員（2021年逝世）
- 1963年：博魯特·巴荷，斯洛維尼亞政治人物，第4任斯洛維尼亞總統
- 1964年：蘿倫·維萊斯，美國女演員
- 1965年：沙·魯克·罕，印度男演員
- 1966年：大卫·史威默，美國男演員、導演
- 1967年：石田彰，日本男性聲優、演員
- 1970年：尹瑞賢，韓國男演員
- 1973年：何綺雲，香港女演員
- 1973年：姚敏敏，臺灣女性配音員
- 1976年：瀧藤賢一，日本男演員
- 1976年：佐久間紅美，日本女性聲優
- 1976年：迪爾里·奧梅耶，法國男子手球運動員
- 1977年：温峥嵘，中國演員
- 1979年：朱浩偉，華裔美國導演、編剧
- 1980年：金素妍，韓國女演員
- 1980年：卡拉莫·布朗，美國社會活動家、電視名人
- 1981年：趙美慧，韓國女子偶像團體Brown Eyed Girls成員
- 1981年：伊莎·狄爾，印度女演員
- 1982年：王陽明，台灣男藝人
- 1982年：鄭源，中國歌手
- 1982年：深田恭子，日本女演員、歌手
- 1982年：甄采浠（甄詠珊/甄穎珊），香港女演員、模特兒及歌手
- 1983年：黃又南，香港男演員
- 1984年：宋智愛，台灣女藝人
- 1984年：茱莉亞·斯提格勒，德國超模
- 1985年：潘杰寧，香港主持人
- 1986年：賈青，中國女演員，歌手
- 1987年：孫可芳，台灣女演員
- 1988年：阿努帕姆·特里帕蒂，在韓國發展的印度籍男演員
- 1992年：何雁詩，香港女藝人
- 1992年：馬振桓，台灣男子偶像團體SpeXial成員
- 1993年：白举綱，中國歌手
- 1993年：力丸，中國男子偶像團體INTO1成員
- 1993年：大野柚布子，日本女性聲優
- 1994年：諏訪奈奈香，日本女性聲優、歌手
- 1994年：K-391，挪威音樂製作人
- 1998年：樊凯杰，中國歌手
- 1998年：高本彩花，日本女子偶像團體日向坂46成員
- 1998年：莊錠欣，韓國女子偶像團體CLC成員
- 1999年：朴佑鎮，韓國男子偶像團體Wanna One、AB6IX成員
- 2002年：伊瀨結陸，日本男性聲優
- 2005年：Kabosu，日本柴犬，網路迷因「Doge」和加密貨幣「狗狗幣」的原型（2024年逝世）

## 逝世
- 1083年：佛兰德的玛蒂尔达，英格兰王后（1031年出生）
- 1261年：貝蒂西亞·戈扎迪尼，義大利法學家（1209年出生）
- 1585年：立花道雪，日本戰國武將、大友氏軍師（1513年出生）
- 1618年：馬克西米連三世，奥地利大公（1558年出生）
- 1716年：恩格爾貝特·肯普弗，德國博物學家、醫生、探險家、作家（1651年出生）
- 1807年：路易·布勒特伊，法国外交官及政治家（1730年出生）
- 1887年：阿尔弗雷德·多梅特，新西兰总理（1811年出生）
- 1887年：珍妮·林德，瑞典女高音歌唱家（1820年出生）
- 1933年：高奇峰，中國畫家（1889年出生）
- 1936年：段祺瑞，中華民國北洋政府总理（1865年出生）
- 1937年：丘之纪，中华民国国民革命军将领（1902年出生）
- 1942年：北原白秋，日本童謠作家、詩人（1885年出生）
- 1944年：托馬斯·米基利，美國機械工程師、化學家（1889年出生）
- 1945年：海倫·德·波塔萊斯，瑞士女子帆船運動員（1868年出生）
- 1950年：蕭伯纳，英国现实主义戏剧家（1856年出生）
- 1960年：山口二矢，日本學生運動家、極右翼政治人士，因刺殺左派領導人淺沼稻次郎而聞名（1943年出生）
- 1963年：吳廷琰，越南共和國首任總統（1901年出生）
- 1963年：吳廷瑈，越南共和國首任總統吳廷琰的胞弟和主要政治顧問（1910年出生）
- 1968年：李广田，中国散文家（1906年出生）
- 1975年：皮耶·保羅·帕索里尼，意大利電影導演（1922年出生）
- 1996年：严济慈，中国物理学家、教育家（1901年出生）
- 1998年：白嘉時，前香港輔政司（1910年出生）
- 2000年：伊娃·莫里斯，英國超級人瑞（1885年出生）
- 2001年：漆侠，中国历史学家（1923年出生）
- 2001年：莫納·芬迪，馬來西亞歌手（1956年出生）
- 2002年：羅烈，香港演員和武打演員（1938年出生）
- 2007年：查梅因·德拉贡，澳大利亞新聞主播（1978年出生）
- 2009年：郑念，美国华裔作家（1915年出生）
- 2009年：阿米爾·伯努利，以色列計算機科學家（1941年出生）
- 2012年：韩素音，英国华裔作家（1916年出生）
- 2013年：華特·貝拉米，前美國NBA籃球運動員（1939年出生）
- 2018年：鄒文懷，香港電影事業家、製片人（1927年出生）[1]
- 2021年：李澤厚，中國哲學家、美學家、中國思想史學家（1930年出生）
- 2022年：徐忠信，香港武打演員、武術指導（1952年出生）
- 2022年：曾聖光，台灣退伍軍人，在俄烏戰爭期間陣亡（1997年出生）
- 2024年：杜祖健，臺灣裔美國化學家（1930年出生）

## 節假日和習俗
- 终止针对记者犯罪不受惩罚现象国际日[2]
- 西方基督教：諸靈節
- 墨西哥、 巴西：亡灵节
- 白俄羅斯：祖父夜
- 模里西斯：印度人来临日
- 美国（南达科他州、北达科他州）：加入联邦纪念日